# Lom nad Rimavicou
Lom nad Rimavicou és un poble i municipi d'Eslovàquia. Es troba a la regió de Banská Bystrica.

## Història
La primera menció escrita de la vila es remunta al 1791.

## Demografia
| Godina             | 1994 | 2004    | 2014    | 2024    |
| ------------------ | ---- | ------- | ------- | ------- |
| Nombre de persones | 360  | 309     | 274     | 217     |
| Diferència         |      | −14,16% | −11,32% | −20,80% |

| Godina             | 2023 | 2024   |
| ------------------ | ---- | ------ |
| Nombre de persones | 218  | 217    |
| Diferència         |      | −0,45% |